# Sri Lanka Matha
Sri Lanka Matha é o hino nacional do Sri Lanka. A letra e a música foi composta por Ananda Samarakone em 1940 em cingalês. Foi adotado como hino nacional em 22 de novembro de 1951.